# Odontanthias borbonius
Odontanthias borbonius là một loài cá biển thuộc chi Odontanthias trong họ Cá mú. Loài này được mô tả lần đầu tiên vào năm 1828.

## Từ nguyên
Hậu tố –ius trong tiếng Latinh có nghĩa là "thuộc về", hàm ý đề cập đến vị trí mà mẫu định danh của loài cá này được thu thập, đảo Borbon, tên gọi ban đầu của đảo Réunion.

## Phân bố
O. borbonius có phân bố trải rộng trên vùng Ấn Độ Dương-Thái Bình Dương (trừ phần lớn khu vực Trung và Đông Ấn Độ Dương), từ Đông Phi, cũng như Madagascar và các đảo quốc xung quanh, trải dài về phía đông đến Guam và Papua New Guinea, ngược lên phía bắc đến miền nam Nhật Bản (bao gồm cả quần đảo Ogasawara), xa nhất ở phía nam đến Nam Phi.
O. borbonius được tìm thấy trong khoảng độ sâu từ 70 đến 300 m, và cá đực đơn độc thường được bắt gặp trong và gần hang của cá vây tay.

## Mô tả
Chiều dài chuẩn lớn nhất được ghi nhận ở O. borbonius là 15 cm. O. borbonius có màu đỏ hồng với 9–11 đốm lớn màu vàng nâu ở hai bên thân. Đầu có một dải màu vàng tươi nằm dưới mắt, từ chóp mõm kéo dài đến gốc vây ngực, cũng có một số vệt vàng nâu trên trán và sau mắt. Các vây có màu vàng, trừ chóp gai vây lưng, gai vây hậu môn và gai vây bụng có màu hồng tím. Mống mắt vàng.
Số gai ở vây lưng: 10; Số tia vây ở vây lưng: 16–18; Số gai ở vây hậu môn: 3; Số tia vây ở vây hậu môn: 7–8; Số tia vây ngực: 16–18; Số gai ở vây bụng: 1; Số tia vây ở vây bụng: 5; Số vảy đường bên: 39–43.

## Thương mại
O. borbonius phổ biến trong ngành buôn bán cá cảnh, đôi khi được bày bán trong các chợ cá.